# متحف النصر للفن الحديث
متحف النصر للفن الحديث في مدينة بورسعيد: هو متحف للفن التشكيلي في مدينة بورسعيد في مصر ويقع في أحد ارقى مناطق بورسعيد في شارع 23 يوليو أسفل مسلة الشهداء-نصب تذكاري أقيم تخليدا لذكرى شهداء بورسعيد-.
انشيء هذا المتحف في 25 ديسمبر عام 1995 تقديراً لكفاح وصمود بورسعيد وأبنائها وسعياً نحو توثيق بطولاتهم في اطار احتفالات بورسعيد بالعيد القومي لمدينة بورسعيد الموافق ليوم 23 ديسمبر من كل عام.
ويضم هذا المتحف 150 عملاً فنياً لكبار فنانى مصر في مختلف أفرع الفن التشكيلى من نحت وتصوير ورسم وجرافيك وخزف، لموضوعات مختلفة معظمها قومية وكذلك موضوع الحرب والسلام، ويسهم المتحف بدور ملموس في الحياة الثقافية ببورسعيد من خلال إقامة الندوات الفنية والأدبية والمعارض والأمسيات الموسيقية التي يستفيد منها جمهور بورسعيد، كما يتبنى المتحف توصيل رسالة الفن والإبداع الراقى ورعاية الموهوبين من أطفال بورسعيد من خلال الورش الفنية التي تقام بالمتحف ويشرف عليها فنانون محترفون من العاملين بقطاع الفنون التشكيلية.

## مواعيد الزيارة
المتحف يستقبل الزوار يوميا من الساعة التاسعة والنصف صباحاً وحتى الواحدة والنصف ظهراً ومن الساعة الخامسة وحتى التاسعة مساء فيما عدا الاثنين.